# Llista de minerals (lletra A)
Aquesta llista de minerals inclou els minerals que comencen amb la lletra A dels 6.174 minerals reconeguts per l'Associació Mineralògica Internacional (IMA, en anglès) fins el mes de agost 2025.
Es poden consultar tots els minerals ordenats de manera alfabètica en una llista simplificada o bé amb informació ampliada en els següents enllaços:
- A • B • C • D • E • F • G • H • I • J • K • L • M • N • O • P • Q • R • S • T • U • V • W • X • Y • Z

A la llista s'hi troben els diferents minerals classificats alfabèticament amb l'any de publicació (si es va publicar abans de l'aprovació per part de l'IMA), tot seguit de l'any d'aprovació per part de l'IMA i el codi del mineral segons la classificació de Nickel-Strunz. Per a cada mineral s'hi afegeixen fins a tres enllaços externs: a mindat.org, a webmineral.com i al Handbook of Mineralogy (Mineralogical Society of America).
Les abreviatures que es fan servir a la llista són les següents:
- "p.e." – procediment especial.
- Q ó "?" – qüestionable/dubtós (per l'IMA/CNMNC, mindat.org o mineralienatlas.de).
- N – publicat sense l'aprovació de l'IMA/CNMNC o sense l'aprovació de l'IMA però amb certa acceptació en la comunitat científica actualment.
- Rd ó red. – redefinició de...
- A: 1NNN – any de publicació.
- A: antic – conegut molt abans que hi haguessin publicacions.

## A
1. Abellaïta (2014-111)

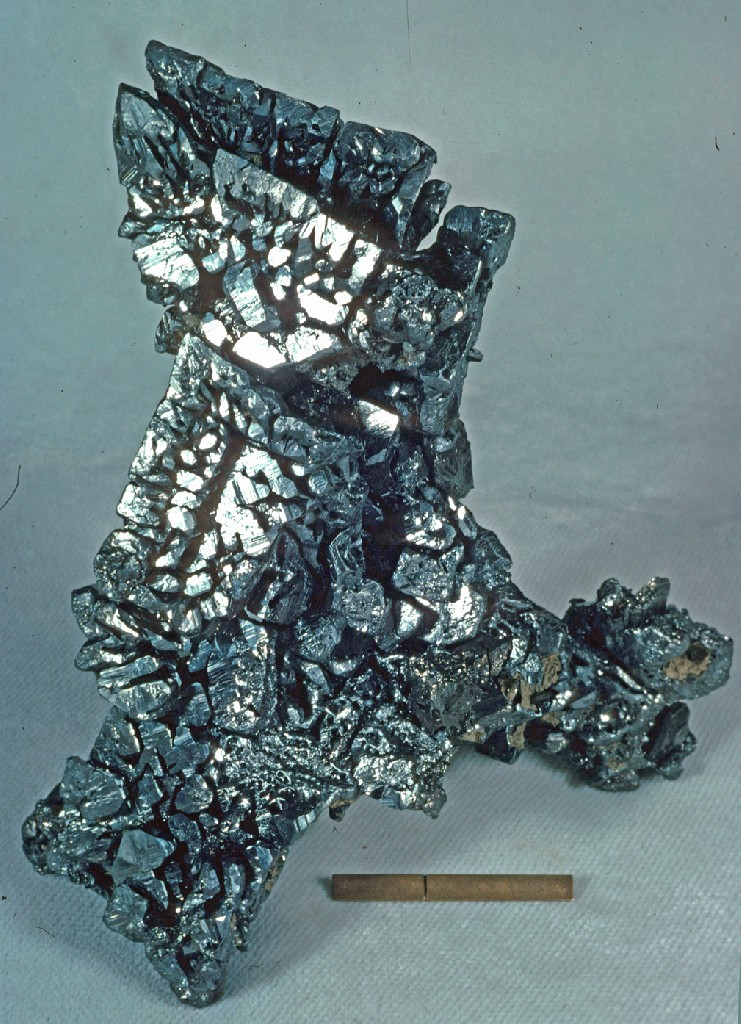
Acantita, Mina Chispas, Arizpe, Sonora, Mèxic

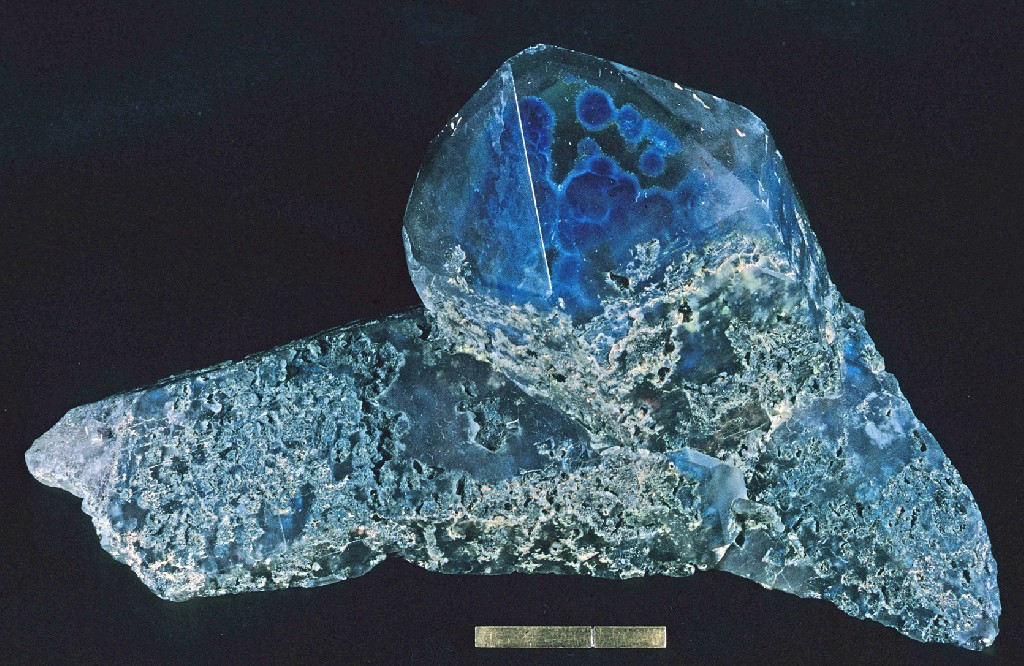
Ajoïta en quars – Mina Messina, Limpopo, Sud-àfrica

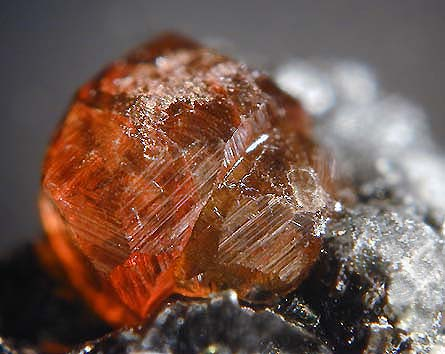
Almandina, varietat de granat

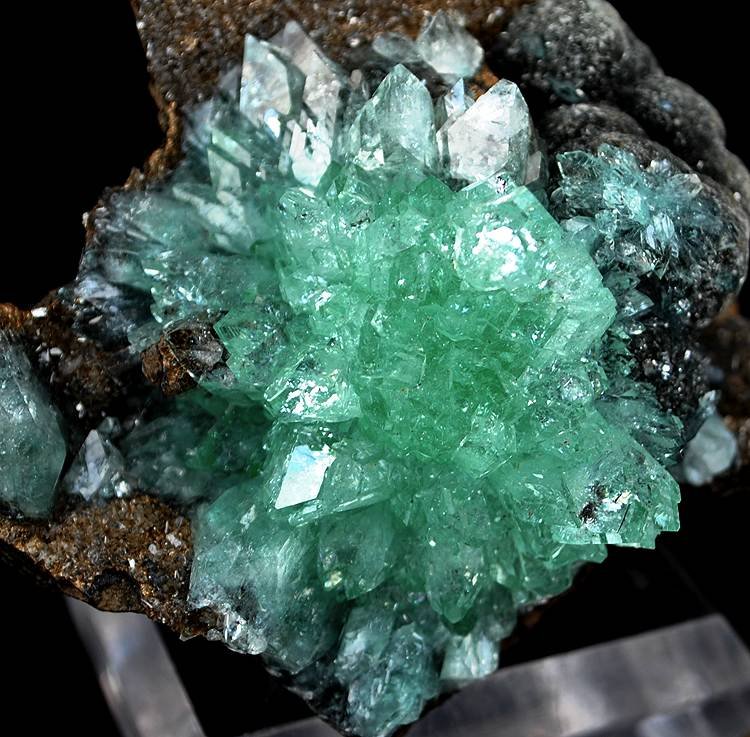
Rosa d'apofil·lita-(KF), Jalgaon, Maharashtra, Índia

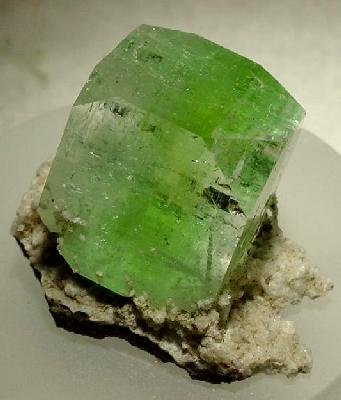
Apofil·lita-(NaF). Nasik, Maharashtra, Índia

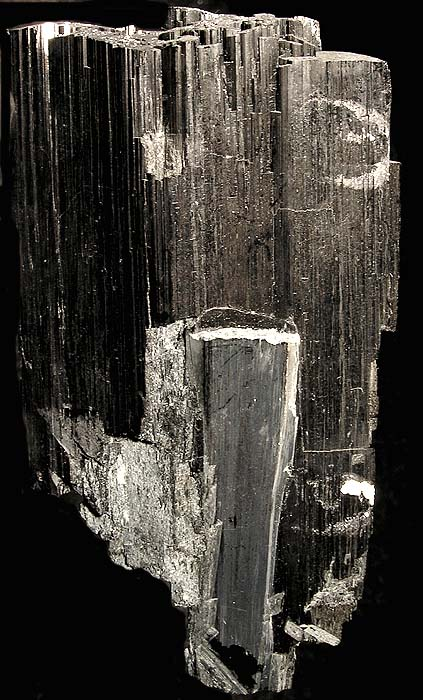
Arfvedsonita, Poudrette, Mont Saint-Hilaire, Montérégie, Quebec

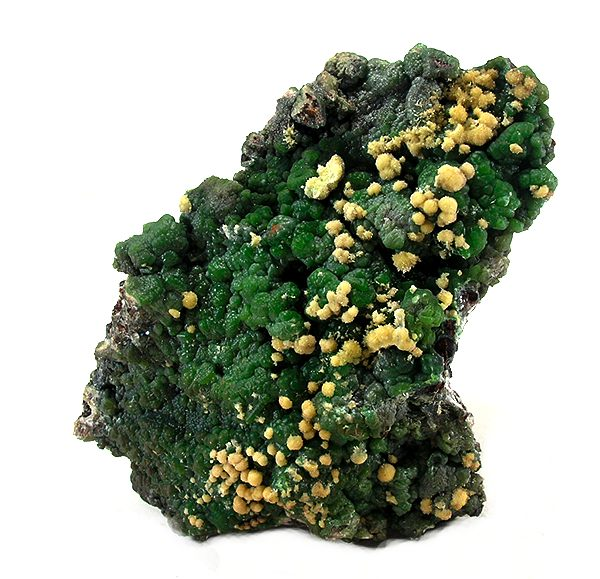
Arsendescloizita i Mimetita, Mina Ojuela, Mapimí, Estat de Durango, Mèxic

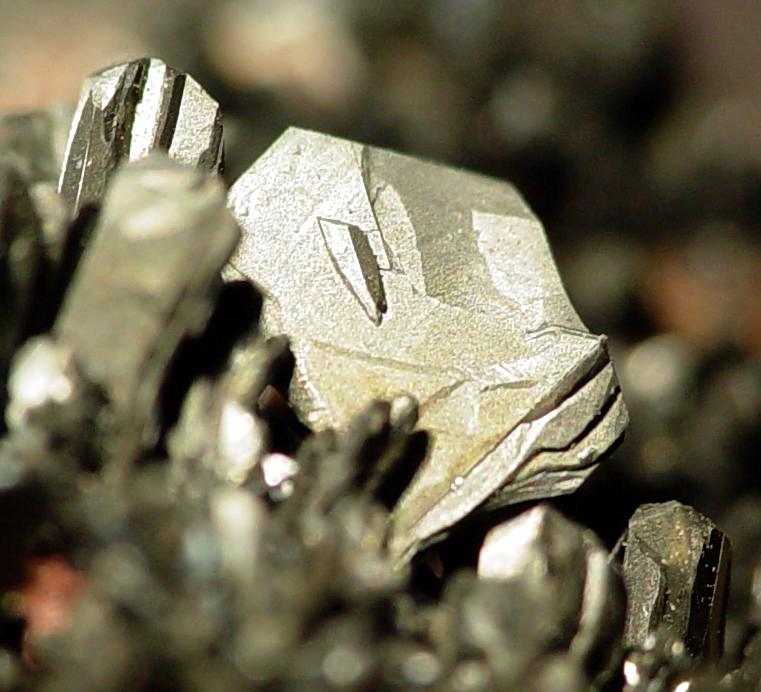
Cristalls d'arsènic natiu, Mina Ronna, Kladno, Bohèmia, República Txeca

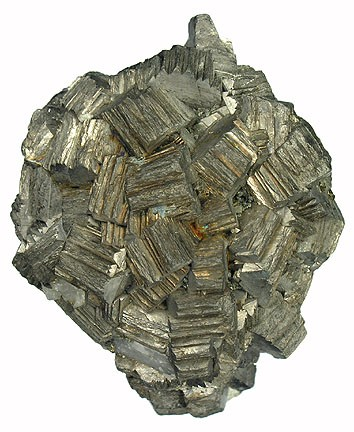
Arsenopirita, Mina Yaogangxian, Yizhang, Xina

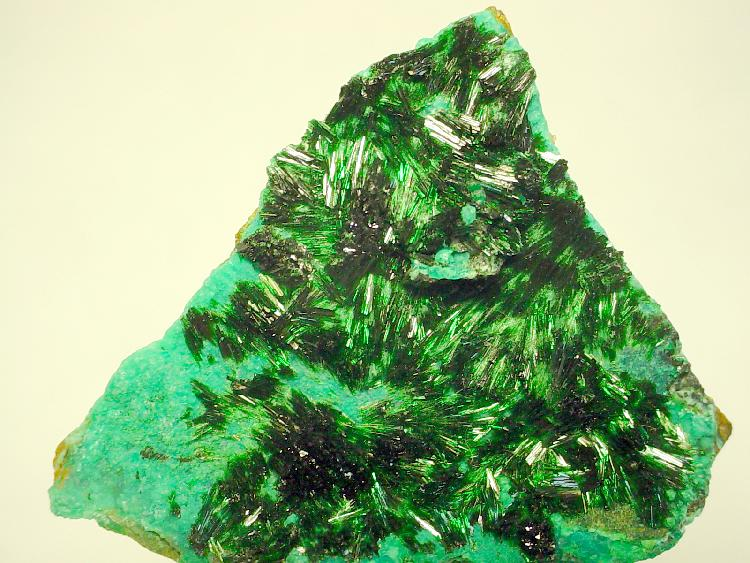
Atacamita en Criscocol·la, Mina La Farola, Copiapó, Xile

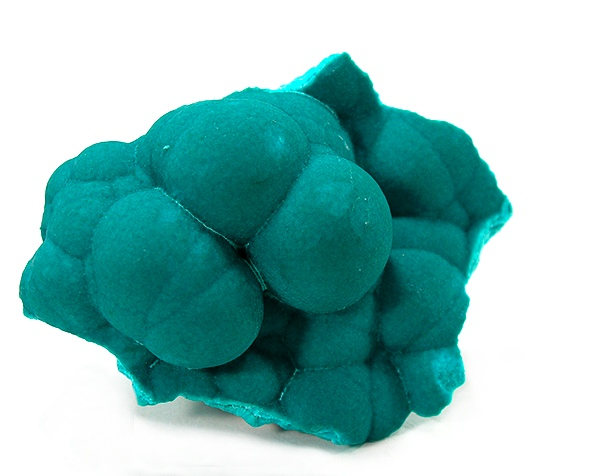
Auricalcita botrioide, Mina Kelly, Magdalena, Nou Mèxic, EUA

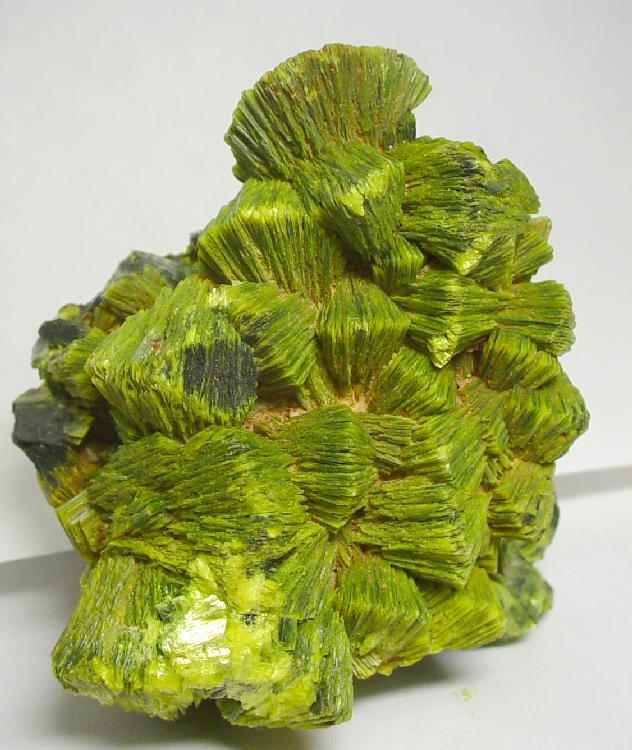
Autunita, 6,5 × 5,5 × 4 cm, Mina Daybreak, Comtat de Spokane, Washington, EUA

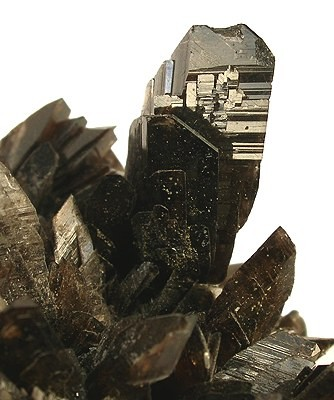
Axinita-(Mn). West Bor Pit a Dalnegorsk, Rússia

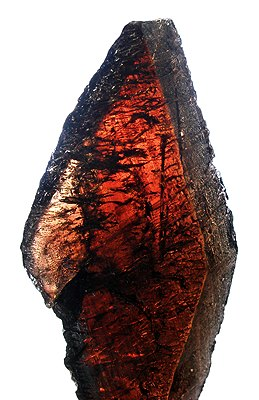
Axinita-(Mn), Vitória da Conquista, Estat de Bahia, Brasil. Mides 5.5 × 2.4 × 0.8 cm.

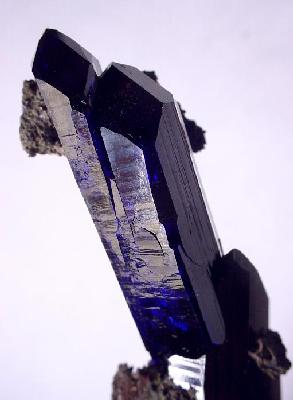
Cristall d'Atzurita, 6 × 2 × 2 cm, Tsumeb, Namíbia

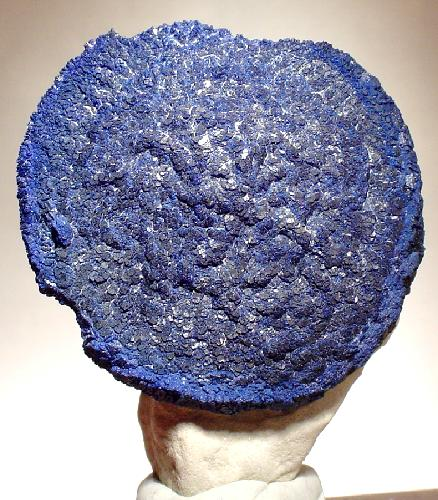
Atzurita en llims, 4,8 × 4.2 × 2.0 cm, mina de coure de Malbunka, Alice Springs, Austràlia

2. Abelsonita (1975-013) 10.CA.20
3. Abenakiïta-(Ce) (1991-054) 09.CK.10
4. Abernathyita (A: 1956) 08.EB.15
5. AbhuritaH (1983-061) 03.DA.30
6. Abramovita (2006-016) 02.HF.25a
7. Abswurmbachita (1990-007) 09.AG.05
8. Abuïta (2014-084)
9. Acantita (A: 1855) 02.BA.35
10. Acetamida (1974-039) 10.AA.20
11. Achalaïta (2013-103) 04.??
12. Achavalita (A: 1939) 02.CC.05
13. Aquirofanita (2018-011)
14. Acmonidesita (2013-068) 07.??
15. Acrocordita (A: 1922) 08.DD.10
16. Actinolita (A: 1794, 2012 p.e. Rd) 09.DE.10
17. Acuminita (1986-038) 03.CC.10
18. Adachiïta (2012-101) 09.CK.??
19. Adamita (A: 1866) 08.BB.30
20. Adamsita-(Y) (1999-020) 05.CC.30
21. Adanita (2019-088)
22. Addibischoffita (2015-006)
23. Adelita (A: 1892) 08.BH.35
24. Admontita (1978-012) 06.FA.15
25. Adolfpateraïta (2011-042) 07.??
26. Adranosita-(Al) (2008-057) 07.??
27. Adranosita-(Fe) (2011-006) 07.??
28. Adrianita (2014-028) 09.??
29. Aerinita (A: 1876, 1988 p.e. Rd) 09.DB.45
30. Afghanita (1967-041) 09.FB.05
31. Afmita (2005-025a) 08.DD.15
32. Aftitalita (A: 1813) 07.AC.35
33. Afwillita (A: 1925) 09.AG.75
34. Agaïta (2011-115) 07.??
35. Agakhanovita-(Y) (2013-090) 09.??
36. Agardita-(Ce) (2003-030) 08.DL.15
37. Agardita-(La) (1980-092) 08.DL.15
38. Agardita-(Nd) (2010-056) 08.DL.15
39. Agardita-(Y) (1968-021) 08.DL.15
40. Agmantinita (2014-083)
41. Agrel·lita (1973-032) 09.DH.75
42. Agricolaïta (2009-081) 05.ED.50
43. Agrinierita (1971-046) 04.GB.05
44. Aguilarita (A: 1891) 02.BA.55
45. Ahrensita (2013-028) 09.A?
46. Aheylita (1984-036) 08.DD.15
47. Ahlfeldita (A: 1935) 04.JH.10
48. Ahrensita (2013-028) 09.AC.??
49. Aikinita (A: 1843) 02.HB.05a
50. Aiolosita (2008-015) 07.BD.20
51. Airdita (2020-046)
52. Ajoïta (A: 1958) 09.EA.70
53. Akaganeïta (1962-004) 04.DK.05
54. Akaogiïta (2007-058) 04.??
55. Akasakaïta-(Ce) (2025-001)
56. Akasakaïta-(La) (2025-002)
57. Akatoreïta (1969-015) 09.BH.15
58. Akdalaïta (1969-002) 04.FL.70
59. Åkermanita (A: 1884) 09.BB.10
60. Akhtenskita (1982-072) 04.DB.15b
61. Akimotoïta (1997-044) 04.CB.05
62. Aklimaïta (2011-050) 09.??
63. Akopovaïta (2018-095)
64. Aksaïta (A: 1962, 1967 s.p.) 06.FA.05
65. Aktashita (A: 1962, 2008 s.p.) 02.GA.30
66. Alabandita (A: 1822) 02.CD.10
67. Alacranita (1985-033) 02.FA.20
68. Alamosita (A: 1909) 09.DO.20
69. Alarsita (1993-003) 08.AA.05
70. Albertiniïta (2015-004)
71. Albita (A: 1815) 09.FA.35
72. Albrechtschraufita (1983-078) 05.ED.15
73. Alburnita (2012-073) 02.??
74. Alcantarillaïta (2019-072)
75. Alcaparrosaïta (2011-024) 07.??
76. Aldermanita (1980-044) 08.DE.35
77. Aldomarinoïta (2021-054)
78. Aldridgeïta (2010-029) 07.??
79. Aleksandrovita (2009-004) 09.CJ.25
80. Aleksita (1977-038) 02.GC.40a
81. Aleutita (2018-014)
82. Alexearlita (2024-039)
83. Alexkhomyakovita (2015-013)
84. Alexkuznetsovita-(Ce) (2019-118)
85. Alexkuznetsovita-(La) (2019-081)
86. Alflarsenita (2008-023) 09.G?
87. Alforsita (1980-039) 08.BN.05
88. Alfredcasparita (2023-024)
89. Alfredopetrovita (2015-026)
90. Alfredstelznerita (2007-050) 06.D0.??
91. Algodonita (A: 1857) 02.AA.10a
92. Alicewilsonita-(YCe) (2020-055)
93. Alicewilsonita-(YLa) (2021-047)
94. Aliettita (A: 1968? Rd) 09.EC.60
95. Allabogdanita (2000-038) 01.BD.15
96. Al·lactita (A: 1884, 1980 s.p.) 08.BE.30
97. Al·lanita-(Ce) (A: 1811, 1987 s.p.) 09.BG.05b
98. Al·lanita-(La) (2003-065) 09.BG.05b
99. Al·lanita-(Nd) (2010-060) 09.BG.05b
100. Al·lanita-(Sm) (2023-114)
101. Al·lanita-(Y) (A: 1949, 1966 s.p.) 09.BG.05b
102. Allanpringita (2004-050) 08.DC.50
103. Al·lantoïna (2020-004a)
104. Al·largent (A: 1950, 1970 p.e. Rd) 02.AA.30
105. Al·leghanyita (A: 1932) 09.AF.45
106. Allendeïta (2007-027) 04.??
107. Al·localcoselita (2004-025) 04.JG.40
108. Al·loclasita (A: 1865) 02.EB.10b
109. Al·lòfana (A: 1816) 09.ED.20
110. Alloriïta (2006-020) 09.FB.05
111. Al·luaivita (1988-052) 09.CO.10
112. Al·luaudita (A: 1848, 1979 p.e. Rd) 08.AC.10
113. Almagreraïta (2025-025)
114. Almandina (A: old/ 1546?) 09.AD.25
115. Almarudita (2002-048) 09.CM.05
116. Almeidaïta (2013-020) 04.C?
117. Alnaperbøeïta-(Ce) (2012-054) 09.B?
118. Alpeïta (2016-072)
119. Alpersita (2003-040) 07.CB.35
120. Alsakharovita-Zn (2002-003) 09.CE.30h
121. Alstonita (A: 1841) 05.AB.35
122. Altaïta (A: 1845) 02.CD.10
123. Alterita (2018-070)
124. Althausita (1974-050) 08.BB.25
125. Althupita (1986-003) 08.EC.25
126. Altisita (1993-055) 09.DP.40
127. Altmarkita
128. Alum-(K) (A: 1951, 2007 s.p.) 07.CC.20
129. Alum-(Na) (A: 1951, 2007 s.p.) 07.CC.20
130. Aluminita (A: old/ 1805) 07.DC.05
131. Alumini natiu (1980-085a) 01.AA.05
132. Aluminoceladonita (1998 s.p.) 09.EC.15
133. Aluminocerita-(Ce) (2007-060) 09.AG.20
134. Aluminocopiapita (A: 1947) 07.DB.35
135. Aluminocoquimbita (2009-095) 07.CB.50
136. Aluminomagnesiohulsita (2002-038) 06.AB.45
137. Aluminooxirossmanita (2020-008b)
138. Aluminopiracmonita (2012-075) 07.??
139. Aluminosugilita (2018-142)
140. Aluminotaipingita-(CeCa) (2022-126)
141. Alumoåkermanita (2008-049) 09.BB.10
142. Alumoedtollita (2017-020)
143. Alumohidrocalcita (A: 1926, 1980 s.p.) 05.DB.05
144. Alumokliutxevskita (1993-004) 07.BC.45
145. Alumolukrahnita (2022-059)
146. Alumotantita (1980-025) 04.DB.55
147. Alumovesuvianita (2016-014)
148. Alunita (A: 1565, 1987 p.e. Rd) 07.BC.10
149. Alunogen (A: 1832) 07.CB.45
150. Alvanita (A: 1959, 1962 s.p.) 08.FE.05
151. Alvesita (2023-069)
152. Alwilkinsita-(Y) (2015-097)
153. Amableïta-(Ce) (2023-075)
154. Amakinita (A: 1962, 1967 s.p.) 04.FE.05
155. Amamoorita (2018-105)
156. Amarantita (A: 1888) 07.DB.30
157. Amarillita (A: 1933) 07.CC.75
158. Amaterasuïta (2024-056)
159. Ambligonita (A: 1818) 08.BB.05
160. Ambrinoïta (2009-071) 02.HE.10
161. Ameghinita (1966-034) 06.CA.10
162. Amesita (A: 1876) 09.ED.15
163. Amgaïta (2021-104)
164. Amicita (1979-011) 09.GC.05
165. Aminoffita (A: 1937) 09.BH.05
166. Ammineïta (2008-032) 03.CO.??
167. Amonioalunita (1986-037) 07.BC.10
168. Amonioborita (A: 1931) 06.EA.15
169. Amoniojarosita (A: 1927, 1987 p.e. Rd) 07.BC.10
170. Amoniolasalita (2017-094)
171. Amonioleucita (1984-015) 09.GB.05
172. Amoniomagnesiovoltaïta (2009-040) 07.CC.25
173. Amoniomathesiusita (2017-077)
174. Amoniotinsleyita (2019-128)
175. Amoniovoltaïta (2017-022)
176. Amoniozippeïta (2017-073)
177. Amoraïta (2023-082)
178. Amstal·lita (1986-030) 09.DP.25
179. Amurselita (2024-062)
180. Analcima (A: 1797, 1997 s.p.) 09.GB.05
181. Anandita (1966-005) 09.EC.35
182. Anapaïta (A: 1902) 08.CH.10
183. Anastasenkoïta (2020-026)
184. Anatasa (A: 1801, 1962 s.p.) 04.DD.05
185. Anatolygurbanovita (2024-086)
186. Anatolyita (2016-040)
187. Ancylita-(Ce) (A: 1901, 1987 s.p.) 05.DC.05
188. Ancylita-(La) (1995-053) 05.DC.05
189. Andalusita (A: 1798) 09.AF.10
190. Andersonita (A: 1951) 05.ED.30
191. Andorita IV (A: 1954) 02.JB.40a
192. Andorita VI (A: 1894) 02.JB.40a
193. Andradita (A: 1800) 09.AD.25
194. Andreadiniïta (2014-049)
195. Andreibulakhita (2023-037)
196. Andremeyerita (1972-005) 09.BB.20
197. Andreyivanovita (2006-003) 01.BD.15
198. Andrianovita (2007-008) 09.CO.10
199. Andrieslombaardita (2022-076)
200. Anduoïta (A: 1979) 02.EB.15a
201. Andychristyita (2015-024)
202. Andymcdonaldita (2018-141)
203. Andyrobertsita (1997-023) 08.DH.50
204. Angarfita (2010-082) 08.??
205. Angastonita (2008-008) 08.DL.25
206. Angelaïta (2003-064) 02.JB.25f
207. Angelel·lita (A: 1959, 1962 s.p.) 08.BC.05
208. Anglesita (A: 1832) 07.AD.35
209. Anhidrita (A: 1795) 07.AD.30
210. AnhidrocaïnitaQ (A: 1912) 07.BC.80
211. Anilita (1968-030) 02.BA.10
212. Ankerita (A: 1825) 05.AB.10
213. Ankinovitxita (2002-063) 08.FE.05
214. Annabergita (A: 1852) 08.CE.40
215. Anningita-(Ce) (2024-060)
216. Annita (A: 1868, 1998 s.p.) 09.EC.20
217. Annivita-(Zn) (2023-124)
218. Anorpiment (2011-014) 02.??
219. Anortita (A: 1824) 09.FA.35
220. AnortoclasaI (A: 1885) 09.FA.30
221. Anortominasragrita (2001-040) 07.DB.20
222. Anortoroselita (Y: 1955) 08.CG.10
223. Ansermetita (2002-017) 04.HD.30
224. Antarcticita (1965-015) 03.BB.30
225. Anthoinita (A: 1947) 07.GB.35
226. Anthonyita (A: 1963, 1967 s.p.) 03.DA.40
227. Antigorita (A: 1840, 1998 p.e. Rd) 09.ED.15
228. Antimonselita (1992-003) 02.DB.05
229. Antimoni natiu (A: 1748) 01.CA.05
230. Antipinita (2014-027) 10.??
231. Antipovita (2022-064)
232. Antlerita (A: 1889, 1968 s.p.) 07.BB.15
233. Antofagastaïta (2018-049)
234. Antofil·lita (A: 1801, 2012 p.e. Rd) 09.DE.05
235. Anyuiïta (1987-053) 01.AA.15
236. Anzaïta-(Ce) (2013-004) 04.??
237. Apatxita (1979-022) 09.HE.10
238. Apexita (2015-002)
239. Apjohnita (A: 1847) 07.CB.85
240. Aplowita (1963-009) 07.CB.15
241. Apuanita (1978-069) 04.JA.25
242. Aqualita (2002-066) 09.CO.10
243. Aradita (2013-047) 08.??
244. Aragonita (A: 1788) 05.AB.15
245. Arakiïta (1998-062) 08.BE.45
246. Aramayoïta (A: 1926) 02.HA.25
247. Arangasita (2012-018) 08.??
248. Arapovita (2003-046) 09.CH.10
249. Aravaipaïta (1988-021) 03.DC.35
250. Aravaïta (2018-078)
251. Arcanita (A: 1845) 07.AD.05
252. Archerita (1975-008) 08.AD.15
253. Arctita (1980-049) 08.BN.10
254. Arcubisita (1973-009) 02.LA.40
255. Ardaïta (1979-073) 02.LB.30
256. Ardealita (A: 1932) 08.CJ.50
257. Ardennita-(As) (A: 1872, 2007 s.p.) 09.BJ.40
258. Ardennita-(V) (2005-037) 09.BJ.40
259. Arfvedsonita (A: 1823, 2012 p.e. Rd) 09.DE.25
260. Argandita (2010-021) 08.BE.30
261. Argent natiu
262. Argentobaumhauerita (1988-051) 02.HC.05b
263. Argentodufrenoysita (2016-046)
264. Argentojarosita (A: 1923, 1987 p.e. Rd) 07.BC.10
265. Argentoliveingita (2016-029)
266. Argentopearceïta (2020-049)
267. Argentopentlandita (1970-047) 02.BB.15
268. Argentopirita (A: 1866) 02.CB.65
269. Argentopolibasita-T2ac (2021-119)
270. Argentotennantita-(Fe) (2023-126)
271. Argentotennantita-(Zn) (1985-026) 02.GB.05
272. Argentotetraedrita-(Cd) (2022-053)
273. Argentotetraedrita-(Fe) (2016-093)
274. Argentotetraedrita-(Hg) (2020-079)
275. Argentotetraedrita-(Zn) (2020-069)
276. Argesita (2011-072) 03.??
277. Argutita (1980-067) 04.DB.05
278. Argirodita (A: 1886) 02.BA.70
279. Arhbarita (1981-044) 08.BE.25
280. Ariegilatita (2016-100)
281. Arisita-(Ce) (2009-013) 05.BD.18
282. Arisita-(La) (2009-019) 05.BD.18
283. Aristarainita (1973-029) 06.FB.05
284. Armalcolita (1970-006 Rd) 04.CB.15
285. Armangita (A: 1920) 04.JB.20
286. Armbrusterita (2005-035) 09.EG.65
287. Armellinoïta-(Ce) (2018-094)
288. Armenita (A: 1939) 09.CM.05
289. Armstrongita (1972-018) 09.EA.35
290. Arrheniusita-(Ce) (2019-086)
291. Arrojadita-(BaNa) (2014-071) 08.BF.05
292. Arrojadita-(KFe) (A: 1925, 2005 s.p.) 08.BF.05
293. Arrojadita-(KNa) (2005-047) 08.BF.05
294. Arrojadita-(PbFe) (2005-056) 08.BF.05
295. Arrojadita-(SrFe) (2005-032) 08.BF.05
296. Arsenatrotitanita (2016-015)
297. Arsenbrackebuschita (1977-014) 08.BG.05
298. Arsendescloizita (1979-030) 08.BH.35
299. Arsènic natiu (A: old) 01.CA.05
300. Arseniopleïta (A: 1888, 1967 s.p.) 08.AC.10
301. Arseniosiderita (A: 1842) 08.DH.30
302. Arsenmarcobaldiïta (2016-045)
303. Arsenmedaïta (2016-099)
304. Arsenoclasita (A: 1931) 08.BD.10
305. Arsenocrandal·lita (1980-060) 08.BL.10
306. Arsenoflorencita-(Ce) (1985-053) 08.BL.13
307. Arsenoflorencita-(La) (2009-078) 08.BL.13
308. Arsenogoldfieldita (2022-084)
309. Arsenogorceixita (1989-055) 08.BL.10
310. Arsenogoyazita (1983-043) 08.BL.10
311. Arsenohauchecornita (IMA 1978-E) 02.BB.10
312. Arsenohopeïta (2010-069) 08.??
313. Arsenolamprita (A: 1886) 01.CA.10
314. Arsenolita (A: 1854) 04.CB.50
315. Arsenopal·ladinita (A: 1957, 1973-002a Rd) 02.AC.10c
316. Arsenopirita (A: 1847, 1962 s.p.) 02.EB.20
317. Arsenotučekita (2019-135)
318. Arsenovanmeersscheïta (2006-018) 08.EC.20
319. Arsenoveszelyita (2021-076a)
320. Arsenowagnerita (2014-100)
321. Arsenquatrandorita (2012-087) 02.??
322. Arsentsumebita (A: 1935?) 08.BG.05
323. Arsenudinaïta (2018-067)
324. Arsenuranospatita (A: 1978, 1982 s.p.?) 08.EB.25
325. Arsenuranilita (A: 1958) 08.EC.10
326. Arsiccioïta (2013-058) 02.??
327. Arsmirandita (2014-081)
328. Arthurita (1964-002) 08.DC.15
329. Artinita (A: 1902) 05.DA.10
330. Artroeïta (1993-031) 03.CC.15
331. Artsmithita (2002-039) 08.BO.40
332. Arupita (1988-008) 08.CE.40
333. ArzakitaN (A: 1985) 02.FC.15a
334. Arzamastsevita (2024-085)
335. Arzrunita
336. Asagiïta (2022-065)
337. Asbecasita (1965-037) 04.JB.30
338. Asbolana (A: 1841) 04.FL.30
339. Aschamalmita (1982-089) 02.JB.40b
340. Åsgruvanita-(Ce) (2025-004)
341. Ashburtonita (1990-033) 09.CF.05
342. Ashcroftina-(Y) (A: 1933, 1967 s.p.) 09.DN.15
343. Ashoverita (1986-008) 04.FA.10
344. Asimowita (2018-102)
345. Asisita (1987-003) 03.DB.40
346. Åskagenita-(Nd) (2009-073) 09.BG.05b
347. Aspedamita (2011-056) 04.??
348. Aspidolita (2004-049 Rd) 09.EC.20
349. Asselbornita (1980-087) 08.ED.10
350. Astrocianita-(Ce) (1989-032) 05.EF.05
351. Astrofil·lita (A: 1854) 09.DC.05
352. Atacamita (A: 1803) 03.DA.10a
353. Atelestita (A: 1832) 08.BO.15
354. Atelisita-(Y) (2010-065) 09.??
355. Atencioïta (2004-041) 08.DA.10
356. Athabascaïta (1969-022) 02.BA.25
357. Ateneïta (1973-050) 02.AC.05a
358. Atlasovita (1986-029) 07.BC.20
359. Atokita (1974-041) 01.AG.10
360. Attakolita (A: 1868, 1992 p.e. Rd) 08.BH.60
361. Attikaïta (2006-017) 08.DJ.45
362. Atzurita (A: old/ 1824) 05.BA.05
363. Aubertita (1978-051) 07.DB.05
364. Auerbakhita (2020-047)
365. Augelita (A: 1868) 08.BE.05
366. AugitaI (A: 1792, 1988 s.p.) 09.DA.15
367. Augita egirínicaI (A: 1792, 1988 s.p.) 09.DA.15
368. Auriacusita (2009-037) 08.BB.30
369. Auricalcita (A: 1839) 05.BA.15
370. Auricuprur (A: 1950) 01.AA.10a
371. Aurihidrargyrumita (2017-003)
372. Aurivilliusita (2002-022) 03.DD.50
373. Auropearceïta (2024-025)
374. Auropolibasita (2024-006)
375. Aurorita (1966-031) 04.FL.20
376. Auroselenur (2022-052)
377. Aurostibita (A: 1952) 02.EB.05a
378. Austinita (A: 1935) 08.BH.35
379. Autunita (A: 1852) 08.EB.05
380. Avdeevita (2018-109)
381. Avdoninita (2005-046a) 03.DA.55
382. Averievita (1995-027) 08.BB.85
383. Avicennita (A: 1958) 04.CB.10
384. Avogadrita (A: 1926) 03.CA.10
385. Awaruïta (A: 1885) 01.AE.20
386. Axelita (2017-015a)
387. Axinita-(Fe) (A: 1911, 1968 s.p.) 09.BD.20
388. Axinita-(Mg) (1975-025) 09.BD.20
389. Axinita-(Mn) (A: 1909) 09.BD.20
390. Azoproïta (1970-021) 06.AB.30